# Про ліквідацію контрреволюційних гнізд та розгром куркульських груп
Постанова політбюро ЦК КП(б)У «Про ліквідацію контрреволюційних гнізд та розгром куркульських груп» — постанова політбюро ЦК КП(б)У, що вийшла 18 листопада 1932 року. Постанова передбачала посилення «репресій стосовно кулацьких та інших контрреволюційних елементів» і фактично узаконювала безкарний грабунок і нищення селянських господарств під видом боротьби з антибільшовицьким рухом.
Постанова стала однією з причин ще більш скрутного положення селян і з рядом інших постанов ЦК призвела до Голодомору 1932—1933 років в Україні. Постанова була підписана і направлена на місця В. Я. Чубарем і М. М. Хатаєвичем. Використовуючи постанову С. В. Косіор розробив спеціальний оперативний план і задіяв війська і спеціальні загони для знищення українських селян, які чинили опір більшовицькій владі.

## Зміст
Загалом постанова складалася з двох частин, кожна з яких містила чотири пункти.  
В першій частині відповідальним особам доручалося разом з С. В. Косіором за 5 днів розробити «спеціальний оперативний план ліквідації основних куркульських і петлюрівських контрреволюційних гнізд», зокрема в Умансьскому і Білоцерківському районах і Чернігівській області. ГПУ доручалося посилити роботу зі «зняття в містах ідеологів і організаторів куркульського саботажу і зриву виконання державних завдань», а також «провести вилучення і засудження найбільш злісних рахівників і бухгалтерів колгоспів, які зривають виконання плану хлібоздачі й організовують розкрадання колгоспного хліба». Операція мала охопити до 300 людей і проводитися, зокрема, в Дніпропетровській, Одеській, Київській і Чернігівській областях.
В другій частині висвітлюється проблема відсутності спротиву до «кулацьких виступів» — «терористичних актів з боку контрреволюційних куркульських елементів щодо сільських активістів, які борються за чесне виконання колгоспами та одноосібниками своїх зобов'язань перед Радянською державою», зокрема в Чернігівській, Київській, Харківській і Вінницькій областях. У відповідь на це Центральний Комітет впроваджує посилення репресій «щодо куркульських та інших контрреволюційних елементів». Інший пункт встановлює колективну відповідальність щодо сел і районів, «де особливо активний прояв куркульських елементів»: мають бути негайно вжиті широкі та рішучі заходи до виявлення і розгрому куркульських елементів та їхніх пособників. Цей пункт, фактично, легалізував експроприацію у селян продовольства, що стало однією з причин голоду.
Інший пункт посилював відповідальність за терористичні акти, підпали, розкрадання державної та громадської власності. Такі злочини мали бути розслідувані швидко і до кінця, а до винних «без поблажливості мають бути застосовані найсуворіші заходи покарання». Це розв'язувало руки каральним органам — ГПУ, судам і прокуратурі, і призвело до масових репресій.